# Petedunniet
Het mineraal petedunniet is een calcium-zink-mangaan-ijzer-magnesium-inosilicaat, een verbinding van twee inosilicaationen met calcium, zink, mangaan, ijzer en magnesium met de molecuulformule Ca(Zn,Mn2+,Fe2+,Mg)Si2O6. Het is een inosilicaat en een clinopyroxenen. Het mineraal is naar de mineraloog PJ Dunn genoemd van de Smithsonian Institution in Washington D.C. Het is doorschijnend donkergroen, heeft een groenwitte streepkleur en een glasglans. Het heeft een monoklien kristalstelsel en de splijting is goed volgens het kristalvlak [110]. Het heeft een massadichtheid van 3,68 kg/l, de hardheid is 6 en het mineraal is niet radioactief. Petedunniet komt in gemetamorfoseerde zinkafzettingen voor. De typelocatie is Franklin in het noordoosten van de Verenigde Staten, in New Jersey.